# Zona Antarctică Neozeelandeză
Zona Antarctică Neozeelandeză (engleză New Zealand Antarctic Zone), cunoscută și ca Dependența Ross, este un teritoriu dependent în Antarctida de Sud (Antarctida de la sud de paralela de 80° S). Se învecinează cu Zona Antarctică Neutră și Zona Antarctică Australiană. Zona este o colonie științifică neozeelandeză, fondată în anul 1923, prin transferarea teritoriului de la Marea Britanie.

## Geografie

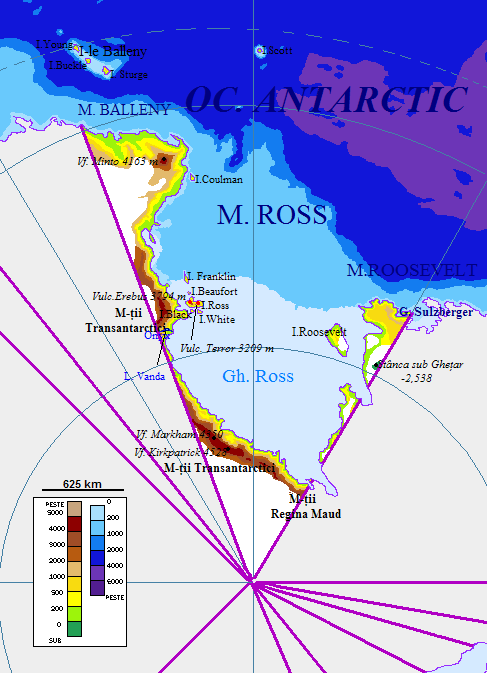
Harta fizică a Zonei Antarctice Neozeelandeze

Zona Antarctică Neozeelandeză se află în Antarctida de Sud. Teritoriul ei este cuprins între meridianul de 160° E (în vest), meridianul de 150° V (în est), paralela de 60° S (în nord), iar la sud se prelungește până la Polul Sud, având astfel forma unui sector de cerc. Partea uscatului se află lângă limitele (razele) sectorului, formând un procent redus în comparație cu cel al apei care ocupă peste 90 % din această zonă. Uscatul Zonei Antarctice Neozeelandeze se poate împărți în două zone majore: Coasta de Est a Mării Ross și Coasta de Vest a aceleiași mări.
Pe coasta de Vest se distinge lanțul abrupt al Munților Transantarctici de origine cainozoică, care depășește 4000 m în altitudine (4529 m în Vârful Kirkpatrick, cel mai înalt punct din Zona Antarctică Neozeelandeză). Partea de est a teritoriului se caracterizează printr-un relief mai jos în nord, unde altitudinea are și valori negative (Stânca sub ghețar — -2,538 m) și printr-un relief alpin în sud, în Munții Regina Maud (peste 2000 m), care sunt de fapt o prelungire a lanțului Transantarctic. Insulele antarctico-neozeelandeze de pe coasta de vest sunt de origine vulcanică, aici existând vulcani activi precum Erebus (3794 m altitudine) sau Terror. Pe coasta estică, insulele sunt muntoase (asemeni celor din vest), dar au altitudini mai reduse. Între lanțurile Transantarcticilor are loc un fenomen neobișnuit pentru Antarctica: Văile uscate. Acestea sunt: Valea Pearse, Valea Wright, Valea Victoria și Valea Taylor. Ele se caracterizează prin temperaturi mai ridicate și lacuri mai numeroase față de alte teritorii antarctice. În valea Wright își mână apele cel mai mare fluviu antarctic — Onyx.
Coastele Zonei Antarctice Neozeelandeze sunt mărginite de ghețarul de șelf Ross la sud și de Marea Ross în centru. Coastele nord-vestice sunt scăldate de Marea Balleny, iar cele nord-estice de Marea Roosevelt și de Golful Sulzberger. Insulele Balleny și Scott sunt scăldate direct de apele Oceanului Antarctic. Zona Antarctică Neozeelandeză are un ecosistem sărac, mai ales în ceea ce privește vegetația (mușchi, licheni, alge). Fauna este puțin mai bogată, cuprinzând păsări (albatrosul, furtunarii, lupul-de-mare, pinguinul, cormoranul, rândunica-de-mare), mamifere (foca, elefantul-de-mare, morsa, balena, leopardul-de-mare), precum și alte specii (pești, echinoderme, moluște, zooplancton etc). Acestea se dezvoltă pe solurile antarctice ale tundrei și deșerturilor polare sudice. Protecția naturii în Zona Antarctică Neozeelandeză este asigurată de poziția ei pe glob, la adăpost de masele de turiști. Noua Zeelandă fiind semnatară a tratatului cu privire la Antarctica asigură statutul de parc național mondial al continentului sudic.

## Istorie
Abia în secolul al XIX-lea (ianuarie 1841) J. Clarck Ross a văzut primul coastele Zonei Antarctice Neozeelandeze. De la descoperire și până în prezent zona s-a prezentat ca un rai al exploratorilor, întâi cercetată de R. Scott (1903-1904) și E. Shackleton (1908), apoi fiind martor ocular al cursei către Polul Sud dintre Robert Falcon Scott și Roald Amundsen din anul 1912. În prezent se desfășoară acțiuni de cercetare contemporane la stațiunile antarctice. Marea Britanie a luat în anul 1923 teritoriul Zonei Antarctice Neozeelandeze în posesiune și l-a plasat la dominionul Noii Zeelande, căreia i-a fost retrocedat acest teritoriu după proclamarea independenței. Conform condițiilor tratatului asupra Antarcticii, pe care Noua Zeelandă l-a semnat în 1959, nicio națiune nu e în drept să-și impună stăpânirea pe acest teritoriu. Ca și alte revendicări teritoriale în Antarctica, ea n-a fost niciodată recunoscută oficial de către comunitatea internațională și actualmente Noua Zeelandă este suspendată de către tratatul asupra Antarcticii. Noua Zeelandă menține controlul asupra zonei, dar în așa fel încât să nu lezeze drepturile altor țări și să nu încalce înțelegerea. Dacă pretențiile teritoriale ale Noii Zeelande ar fi satisfăcute, atunci aceasta ar primi un teritoriu imens, întrecând cu mult propriul ei teritoriu, dar aproape în totalitate acoperit de gheață. Guvernatorul general al Noii Zeelande este, cel puțin oficial, și guvernatorul general al Zonei Antarctice Neozeelandeze.

## Administrare

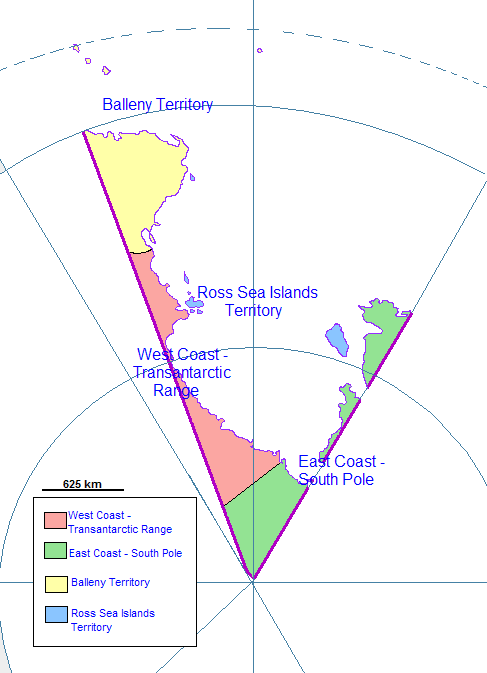
Împărțirea Administrativă a Zonei Antarctice Neozeelandeze

James Ross a revendicat Teritoriul Victoria și bazinul Mării Ross în numele Marii Britanii, atunci când le-a descoperit, adică în 1841. La proclamarea independenței Noii Zeelande, Zona Antarctică Neozeelandeză a trecut în posesia noului stat. Deși această zonă antarctică, una dintre cele  mai mici dintre pretențiile teritoriale în Antarctica, este considerată neozeelandeză, ea nu este exploatată economic, ba dimpotrivă ea reprezintă un loc perfect pentru știință și pentru acțiuni ecologice. Zona Antarctică Neozeelandeză se împarte în 4 regiuni administrative de facto:
- East Coast-South Pole
- West Coast-Transantarctic Range
- Teritoriul Insulelor Mării Ross
- Teritoriul Balleny

Împărțirea administrativă a Zonei Antarctice Neozeelandeze s-a făcut pentru a înlesni munca cercetătorilor științifici.

## Localități (stațiuni de cercetare)
Pe teritoriul Zonei Antarctice Neozeeladeze se găsesc mai multe stații de cercetare. Cele mai importante națiuni-investitoare sunt Statele Unite ale Americii și Noua Zeelandă. Cele mai importante baze neozeelandeze sunt:
- Scott
- Swan
- World Park
- Lake Vanda

Totodată aici mai activează baze de cercetare din alte țări ca: Norvegia, Italia, Germania și Statele Unite ale Americii, ultima având cea mai mare concentrație de stațiuni antarctice pe teritoriul Zonei Antarctice Neozeelandeze.

## Economie
Poziția economico-geografică a Zonei Antarctice Neozeelandeze, incompatibilă cu activitățile economice, a avut ca urmare o economie foarte slab dezvoltată. Deși nu poate fi vorba de centre economice în această parte a globului, turismul face ca bazele științifice să se transforme în popasuri pentru turiști. Populația acestei zone este antrenată în totalitate în activitățile științifice. Ca și celelalte sectoare economice ale zonei ,infrastructura este slab dezvoltată asigurând cu greu transportul între stațiuni, dar fiind un obiectiv turistic atractiv dar încă puțin cunoscut. Principalele obiective turistice sunt: stațiunile de cercetare, Munții Transanctartici (Vârfurile Markham, Kirkpatrick, Nansen), văile uscate, Vulcanii Erebus și Terror, Peninsula Eduard al VII-lea, Insulele Scott, Balleny, Roosevelt, Coulman.

## Populație
Zona Antarctică Neozeelandeză este un teritoriu foarte slab populat. Populația sa este în medie de 1500 oameni, având în vedere că iarna sunt mult mai puțini locuitori ca urmare a schimburilor de cercetători. Cea mai mare localitate este stațiunea McMurdo.

## Galerie foto

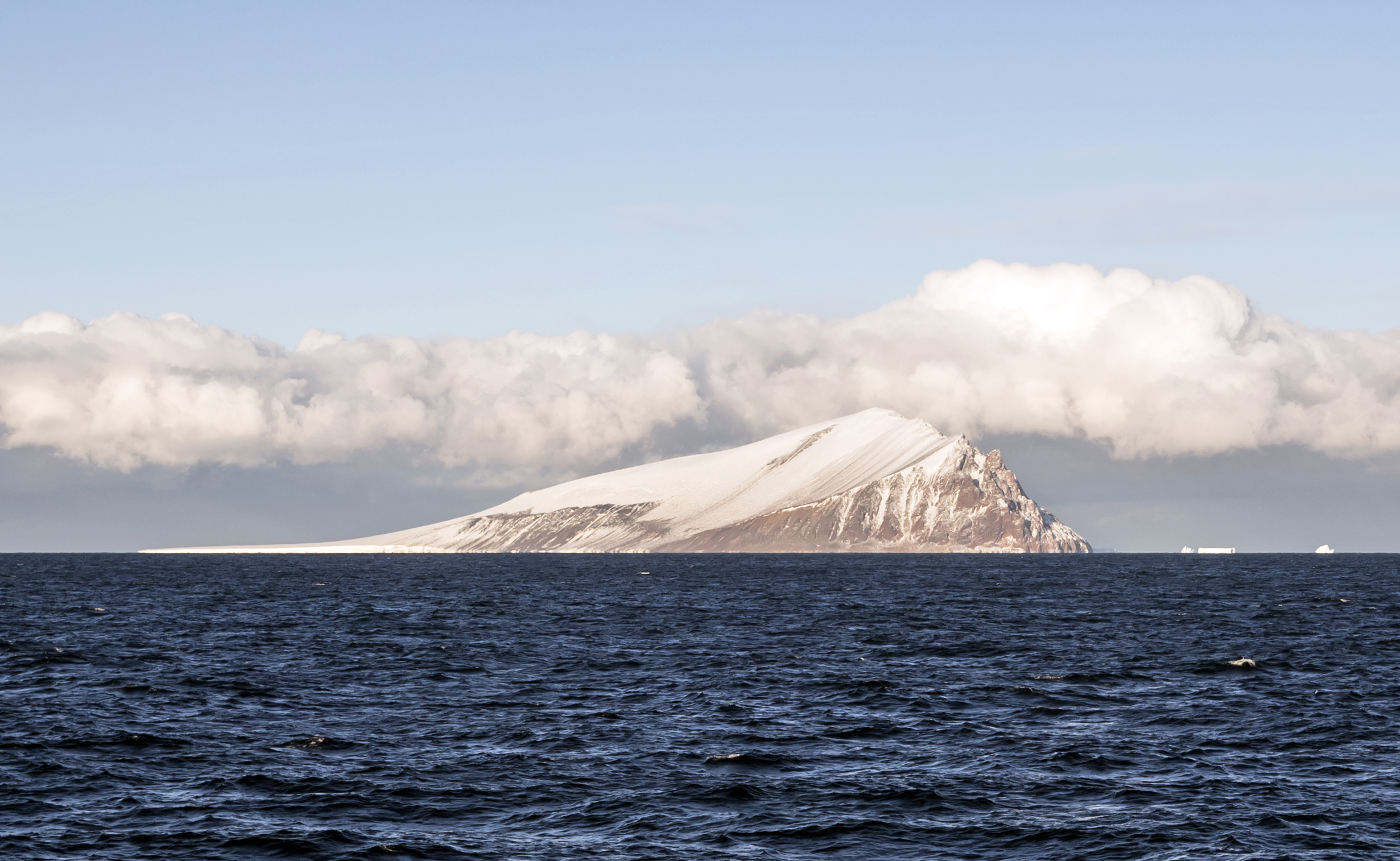
Aisberg în apropierea insulei Beaufort
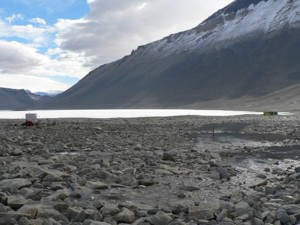
Lacul de baraj natural Vanda, format pe fluviul Onyx
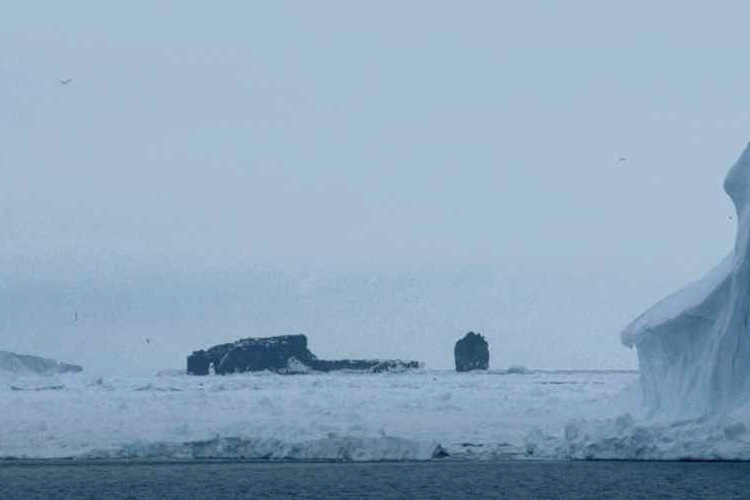
Insula Scott, în nordul Zonei Antarctice Neozeelandeze
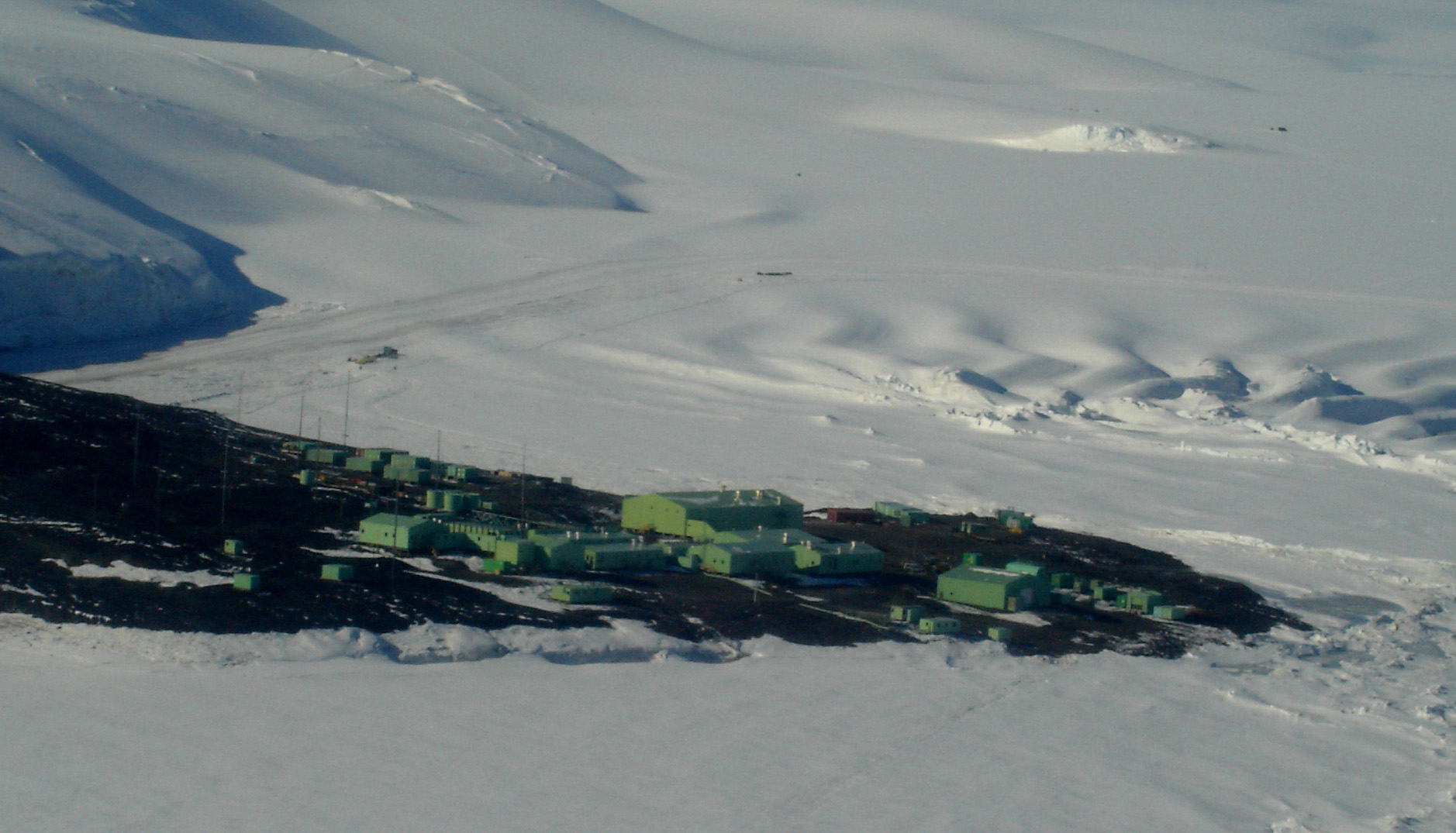
Stațiunea Scott — Capitala Zonei Antarctice Neozeelandeze
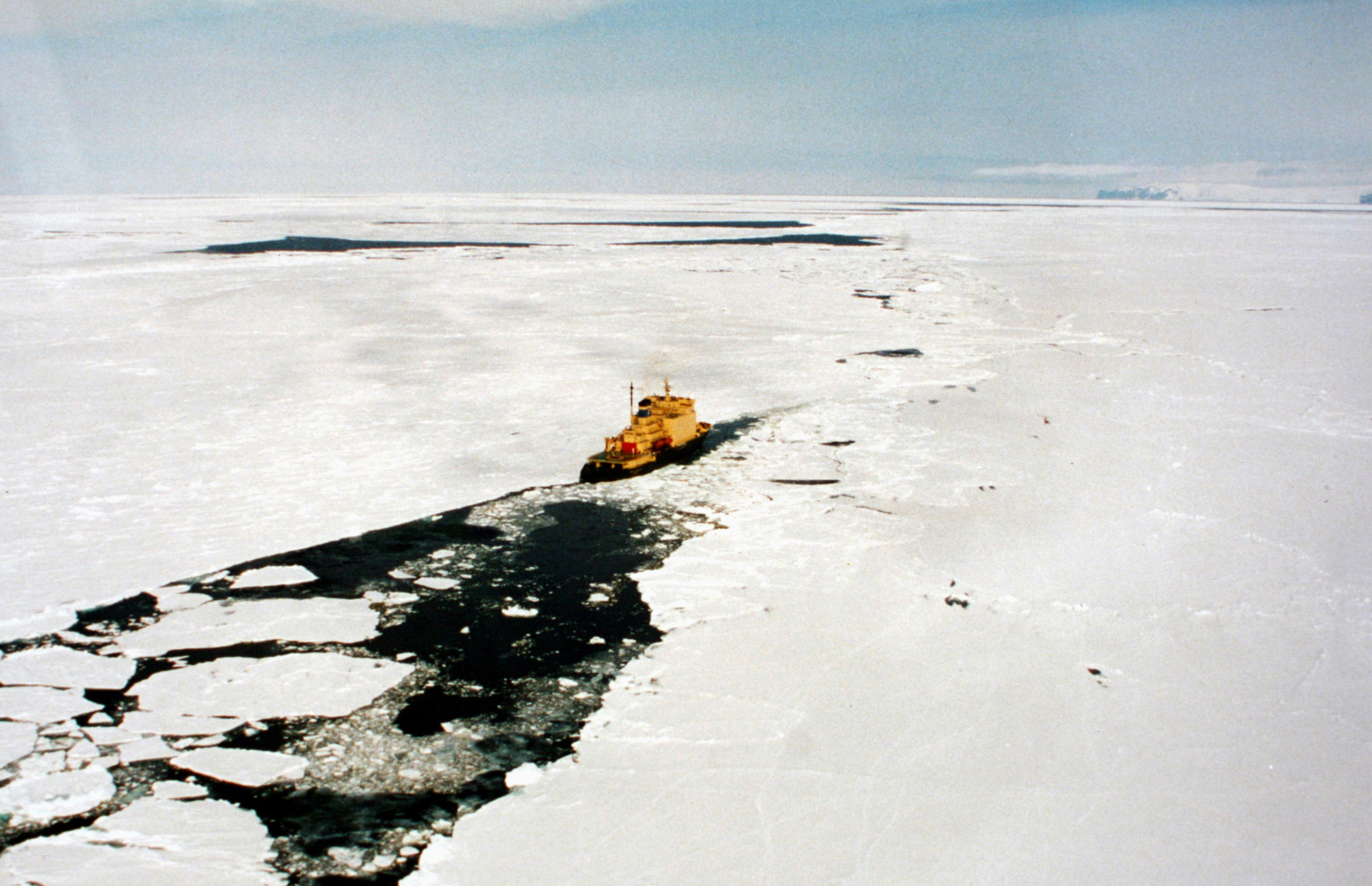
Banchiza Ross în apropierea Coastei de Est
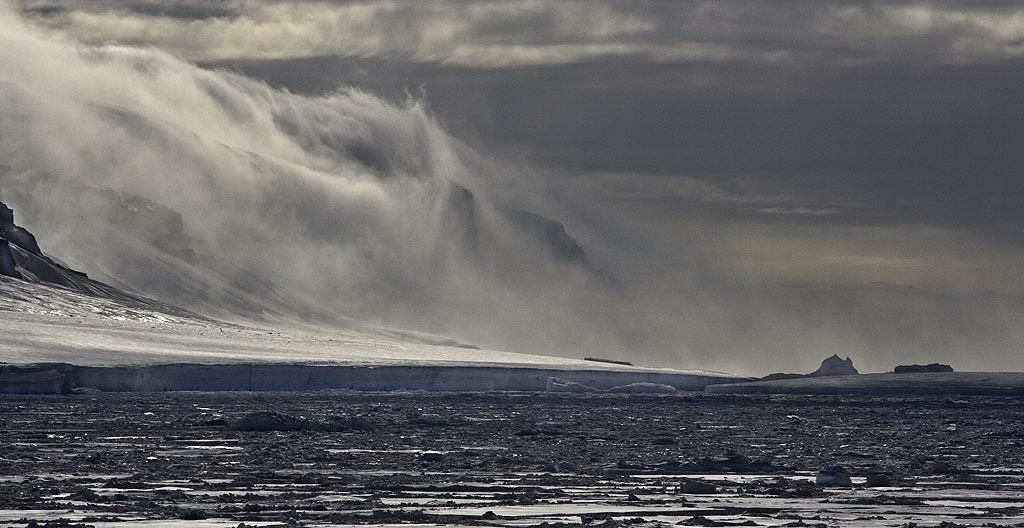
Cețuri pe insula Coulman